# Берлешть (Бреїла)
Берлешть, Берлешті (рум. Berlești) — село у повіті Бреїла в Румунії. Адміністративно підпорядковане місту Янка.
Село розташоване на відстані 128 км на північний схід від Бухареста, 45 км на південний захід від Бреїли, 138 км на північний захід від Констанци, 59 км на південний захід від Галаца.

## Населення
За даними перепису населення 2002 року у селі проживали 389 осіб, усі — румуни. Усі жителі села рідною мовою назвали румунську.